# Viva Air Colombia

Ancien logo de la compagnie

Fast Colombia SAS, plus connue sous le nom de Viva Air Colombia (anciennement VivaColombia) est une compagnie aérienne colombienne à bas prix basée à Rionegro, Antioquia, en Colombie. C'est une filiale d'Irlandeia Aviation et la troisième plus grande compagnie aérienne du pays en activité de 2012 à 2023.

## Historique
Viva Air est fondée en septembre 2009 et a débuté ses activités en 2012. Elle créé une filiale au Pérou, lancée en mai 2017 et baptisée Viva Air Perù. Fortement ébranlée par l'impact de la crise du transport aérien international consécutive à la pandémie de Covid-19, elle annoncé à la fin du mois d'avril 2022 des discussions pour une possible fusion avec sa concurrente Avianca qui échoue. Le 27 février 2023,  elle met fin à ses activités, en raison de problèmes financiers. Un consortium de cinq compagnies sud-américaines, dont Aerolineas Argentinas, JetSmart et LATAM Colombie, est sur les rangs pour prendre part au processus d'une éventuelle reprise.

## Avions
Lors d'une conférence de presse le 10 novembre 2011, il a été annoncé au public qu'en 2012, l'avion choisi sera l'A320 (face au 737) équipé de moteurs CFM hautes performances, plus économiques et  pour une amélioration de la consommation. Ils desservent 23 routes en Colombie et 2 destinations internationales à Lima et Miami.

## Destinations
Viva Air Colombia dessert les destinations suivantes:
- Colombie
  - Apartadó - Aéroport Antonio Roldan Betancourt
  - Aéroport international de Barranquilla - Ernesto Cortissoz
  - Bogotá - Hub aéroport international El Dorado
  - Bucaramanga - Aéroport international Palonegro
  - Carthagène - Aéroport international Rafael Núñez
  - Aéroport international de Cúcuta - Camilo Daza
  - Aéroport international Leticia - Alfredo Vásquez Cobo
  - Medellín - Hub aéroport international José María Córdova
  - Aéroport de Montería - Los Garzones
  - Aéroport international de Pereira - Matecaña
  - Riohacha, La Guajira - Aéroport Almirante Padilla
  - Aéroport international de San Andrés - Gustavo Rojas Pinilla
  - Santa Marta - Simón Bolívar International Airport Hub
- Pérou
  - Lima - Aéroport international Jorge Chávez
- États-Unis
  - Miami - Aéroport international de Miami

## Flotte

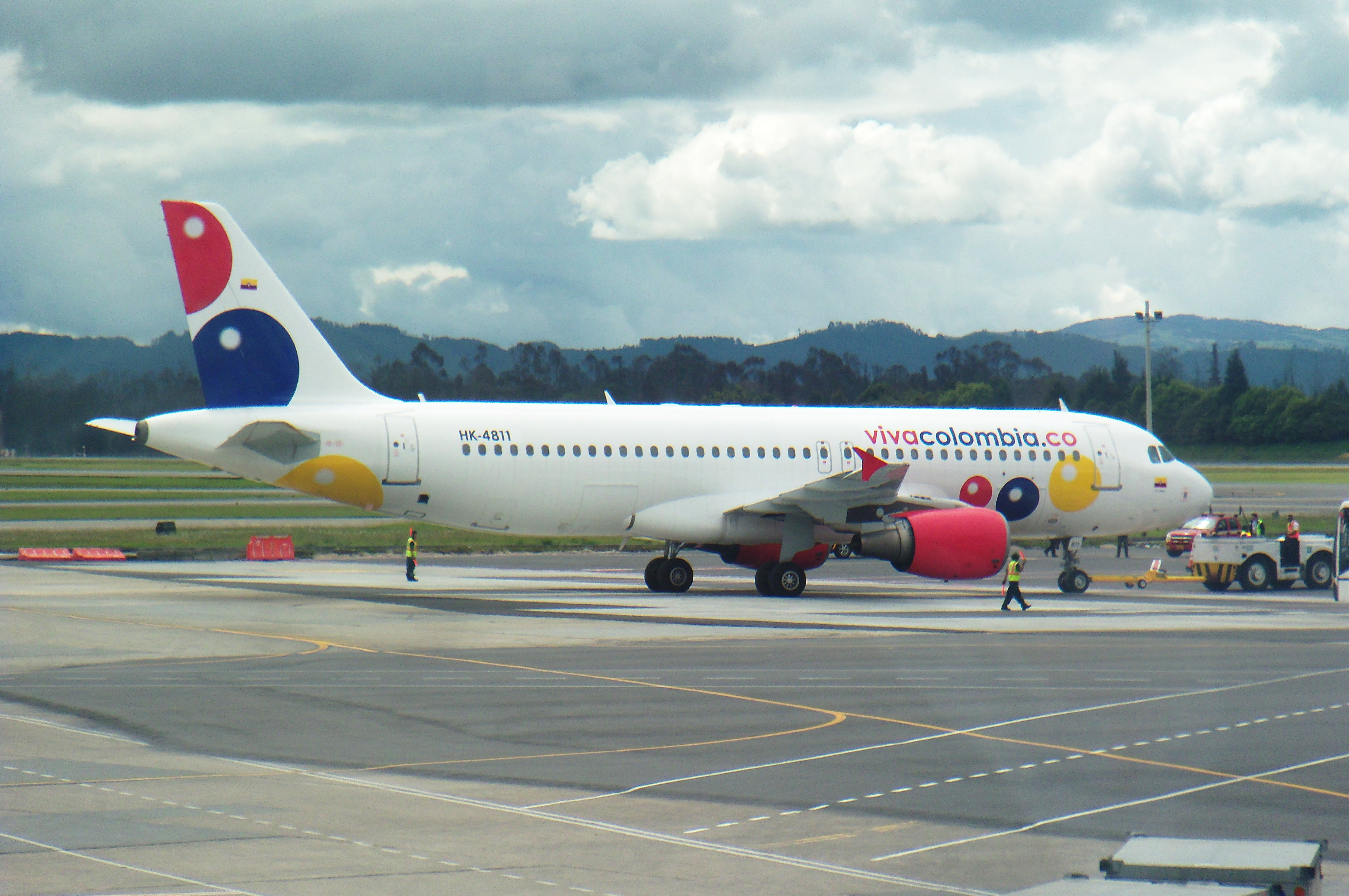
VivaColombia Airbus A320

La flotte de Viva Air Colombia est composée des appareils suivants (en septembre 2020):
Sources complémentaires,,,,,,,.